# Léon Walther
Léon Walther nasceu na Rússia, 1889 – 1963, psicólogo. Graduado pela Faculdade de Letras de São Petersburgo, especializado em Psicologia Aplicada. Cursou Sociologia na Suíça em Lausanne e Direito na Universidade de Genebra. Estudou Psicopedagogia no Instituto Jean-Jacques Rousseau – [IJJR] – entre os anos de 1917 e 1918.